# Lynnwood (Washington)
Lynnwood é uma cidade localizada no estado norte-americano de Washington, no Condado de Snohomish.

## Demografia
Segundo o censo norte-americano de 2000, a sua população era de 33.847. habitantes
Em 2006, foi estimada uma população de 33.685, um decréscimo de 162 (-0.5%).

## Geografia
De acordo com o United States Census Bureau tem uma área de 19,8 km², dos quais 19,8 km² cobertos por terra e 0,0 km² cobertos por água.

## Localidades na vizinhança
O diagrama seguinte representa as localidades num raio de 8 km ao redor de Lynnwood.